# Pedioplanis inornata
Pedioplanis inornata là một loài thằn lằn trong họ Lacertidae. Loài này được Roux mô tả khoa học đầu tiên năm 1907.